# Dastan Kasmamıtov
Dastan Kasmamıtov, noto anche come Danik (in kirghiso Дастан Касмамытов?; 1991 o 1992), è un attivista kirghiso.

## Biografia
Kasmamıtov è membro dei comitati direttivi del Forum mondiale su MSM e HIV e della Coalizione eurasiatica sulla salute degli uomini, membro del consiglio di amministrazione di Labrys, co-fondatore del Collettivo femminista di Biškek SQ e coordinatore di Kyrgyz Indigo, LGBTIQ Initiative e Youth Initiative.
Kasmamıtov ha studiato all'Università di Oslo all'Università libera di Berlino, all'Università Americana dell'Asia Centrale, in Kirghizistan, e al Pierce College, negli Stati Uniti. Attualmente vive in Germania, dove lavora come sviluppatore di software freelance per start-up.

## Attivismo
Nel 2014, durante la consueta revisione periodica del Comitato per i diritti umani, organismo che vigila sul rispetto del Patto internazionale sui diritti civili e politici, cui è sottoposto il Kirghizistan, sei membri di due organizzazioni LGBT, tra cui Dastan, hanno presentato al Comitato un rapporto devastante che raccontava l'omofobia presente non solo nella società ma anche nello Stato, compresi politici e agenti di polizia. Inoltre, hanno affermato che lo stato del Kirghizistan abbia violato 12 articoli. 
Kasmamıtov ha fatto coming out durante una conferenza stampa su un rapporto di Human Rights Watch, riguardante la violenza della polizia contro gay e bisessuali in Kirghizistan. Come risultato del suo coming out e del suo attivismo, ha ricevuto almeno 30 minacce di morte, che sono state segnalate alle autorità del Kirghizistan.
Kasmamıtov ha viaggiato in bicicletta dall'Asia centrale alla Germania e ha fondato la Pink Summits (Cime Rosa), una campagna alpinistica in nome della visibilità delle persone LGBT. Sulla cima dell'Elbrus, una montagna molto vicina alla Cecenia, regione dove la comunità LGBTIQ è duramente perseguitata, ha postato foto con la bandiera arcobaleno. Quando ha poi tentato di lasciare il Paese, è stato trattenuto al confine tra Georgia e Russia dai servizi segreti russi per diverse ore, come ha spiegato in un'intervista.